# Монтемарцино
Монтемарцино (итал. Montemarzino) — коммуна в Италии, располагается в регионе Пьемонт, в провинции Алессандрия.
Население составляет 366 человек (2008 г.), плотность населения составляет 37 чел./км². Занимает площадь 10 км². Почтовый индекс — 15050. Телефонный код — 0131.
Покровителем коммуны почитается святой Иоанн Креститель, празднование 24 июня. 

## Демография
Динамика населения:

## Администрация коммуны
- Официальный сайт: https://web.archive.org/web/20100828095014/http://www.comunedimontemarzino.it/